# 풀고사리과
풀고사리과(Gleicheniaceae)는 풀고사리목에 속하는 양치식물과의 하나이다. 이전에 별도로 분류했던 발풀고사리과(Dicranopteridaceae)와 스트로마톱테리스과(Stromatopteridaceae)는 현재는 풀고사리과에 포함시켜 분류하며, 풀고사리과와 밀접한 관련이 있는 디프테리스과와 마토니아과는 대부분의 저자들이 독립된 과로 분류한다.

## 하위 분류
- Gleichenioideae
  - Dicranopteris
  - Diplopterygium
  - Gleichenella
  - Gleichenia
  - Sticherus
- Stromatopteridaeae
  - Stromatopteris

## 계통발생학적 관계
아래는 2011년 레토넨(Lehtonen) 등의 연구 결과를 토대로 풀고사리목에 속하는 식물 과들 사이의 계통발생학적 관계를 보여주는 분기도이다.
| 풀고사리과 | 6개 속 |
|            | 6개 속 |

| 마토니아과   | 2개 속 |
|              | 2개 속 |
| 디프테리스과 | 2개 속 |
|              | 2개 속 |

| 풀고사리과 | 6개 속 |
|            | 6개 속 |

| 마토니아과   | 2개 속 |
|              | 2개 속 |
| 디프테리스과 | 2개 속 |
|              | 2개 속 |